# 鄧曉文
鄧曉文（1994年—），出生於香港，属于泛民主派中的激進民主派一員，社會民主連線成員。

## 早年簡歷
鄧曉文在深水埗長大並在該區就讀中學，2016年加入社會民主連線。

## 投入地區工作
社會民主連線主席吳文遠由2016年起在深水埗南昌邨一帶展開地區工作，惟在2018年5月28日被判監4個月，喪失參選資格，原替補上陣的大專政關成員盧德昌亦因反釋法遊行被判社會服務令而未能參選。因為社民連形勢緊急，身兼全職補習教師的鄧曉文決定積極考慮代表社民連投入2019年香港區議會選舉南昌北的選戰，挑戰時任民建聯雙料議員鄭泳舜。
2019年10月15日，社民連公布成員鄧曉文決定退選南昌北，並全力支持當區惟一民主派候選人、公民黨的劉家衡對決民建聯的鄭泳舜。

## 參與反送中運動

### 915北角衝突中被捕
2019年9月15日，鄧曉文在炮台山參加反送中遊行後，欲往港鐵站離開時，在未攜任何示威裝備的情況下遭警員以參與非法集結罪拘捕。